# Big Bang Vénus
Big Bang Vénus (究極ヴィーナス, Kyūkyoku Venus) est un manga de Takako Shigematsu, publié en 9 tomes entre 2007 et 2010 au Japon et sortie en intégralité en français chez Taifu Comics entre 2008 et 2010.

## Histoire
Une jeune fille, Yuzu, perd sa mère et se retrouve à la rue. Un beau et mystérieux majordome arrive et la conduit à la demeure luxueuse de sa riche grand-mère. Yuzu doit alors apprendre à gérer sa nouvelle situation...*

## Personnages
Yuzu
Héroïne, jeune fille sensible et très belle.
Mme ShirayukiRiche grand-mère de Yuzu.
Hassaku
Majordome de Mme Shirayuki.
Haruka
Jeune du collège de Yuzu.
Iyo
Jeune du collège; Yuzu ne comprend pourquoi il la tient en horreur.